# Jan van Schijndel
Jan van Schijndel (Schiedam, 4 marzo 1927 – Schiedam, 28 febbraio 2011) è stato un calciatore olandese, di ruolo centrocampista.

## Carriera
A livello di club, Jan van Schijndel ha giocato tra le file del SVV per tutta la carriera. Ha giocato anche un totale di diciassette partite per la Nazionale olandese tra il 1949 e il 1955, segnando un gol contro la Finlandia; l'esordio è avvenuto il 13 marzo 1949 ad Amsterdam contro il Belgio, mentre ha giocato la sua ultima partita con gli Oranje il 3 aprile 1955, nuovamente contro la selezione belga.
Nel 1952 venne inserito nei convocati ai XV Giochi Olimpici che si tenevano ad Helsinki, durante la manifestazione però non scese mai in campo.

## Statistiche

### Cronologia presenze e reti in Nazionale
| Cronologia completa delle presenze e delle reti in nazionale ― Paesi Bassi | Cronologia completa delle presenze e delle reti in nazionale ― Paesi Bassi | Cronologia completa delle presenze e delle reti in nazionale ― Paesi Bassi | Cronologia completa delle presenze e delle reti in nazionale ― Paesi Bassi | Cronologia completa delle presenze e delle reti in nazionale ― Paesi Bassi | Cronologia completa delle presenze e delle reti in nazionale ― Paesi Bassi | Cronologia completa delle presenze e delle reti in nazionale ― Paesi Bassi | Cronologia completa delle presenze e delle reti in nazionale ― Paesi Bassi |
| Data                                                                       | Città                                                                      | In casa                                                                    | Risultato                                                                  | Ospiti                                                                     | Competizione                                                               | Reti                                                                       | Note                                                                       |
| -------------------------------------------------------------------------- | -------------------------------------------------------------------------- | -------------------------------------------------------------------------- | -------------------------------------------------------------------------- | -------------------------------------------------------------------------- | -------------------------------------------------------------------------- | -------------------------------------------------------------------------- | -------------------------------------------------------------------------- |
| 13-3-1949                                                                  | Amsterdam                                                                  | Paesi Bassi                                                                | 3 – 3                                                                      | Belgio                                                                     | Amichevole                                                                 | -                                                                          |                                                                            |
| 23-4-1949                                                                  | Rotterdam                                                                  | Paesi Bassi                                                                | 4 – 1                                                                      | Francia                                                                    | Amichevole                                                                 | -                                                                          |                                                                            |
| 12-6-1949                                                                  | Copenaghen                                                                 | Danimarca                                                                  | 1 – 2                                                                      | Paesi Bassi                                                                | Amichevole                                                                 | -                                                                          |                                                                            |
| 16-6-1949                                                                  | Helsinki                                                                   | Finlandia                                                                  | 1 – 4                                                                      | Paesi Bassi                                                                | Amichevole                                                                 | 1                                                                          |                                                                            |
| 6-11-1949                                                                  | Rotterdam                                                                  | Paesi Bassi                                                                | 0 – 1                                                                      | Belgio                                                                     | Amichevole                                                                 | -                                                                          |                                                                            |
| 11-12-1949                                                                 | Amsterdam                                                                  | Paesi Bassi                                                                | 0 – 1                                                                      | Danimarca                                                                  | Amichevole                                                                 | -                                                                          |                                                                            |
| 15-10-1950                                                                 | Basilea                                                                    | Svizzera                                                                   | 7 – 5                                                                      | Paesi Bassi                                                                | Amichevole                                                                 | -                                                                          |                                                                            |
| 12-11-1950                                                                 | Anversa                                                                    | Belgio                                                                     | 7 – 2                                                                      | Paesi Bassi                                                                | Amichevole                                                                 | -                                                                          |                                                                            |
| 10-12-1950                                                                 | Parigi                                                                     | Francia                                                                    | 5 – 2                                                                      | Paesi Bassi                                                                | Amichevole                                                                 | -                                                                          |                                                                            |
| 15-4-1951                                                                  | Amsterdam                                                                  | Paesi Bassi                                                                | 5 – 4                                                                      | Belgio                                                                     | Amichevole                                                                 | -                                                                          |                                                                            |
| 6-6-1951                                                                   | Rotterdam                                                                  | Paesi Bassi                                                                | 2 – 3                                                                      | Norvegia                                                                   | Amichevole                                                                 | -                                                                          |                                                                            |
| 27-10-1951                                                                 | Rotterdam                                                                  | Paesi Bassi                                                                | 4 – 4                                                                      | Finlandia                                                                  | Amichevole                                                                 | -                                                                          |                                                                            |
| 22-3-1953                                                                  | Amsterdam                                                                  | Paesi Bassi                                                                | 1 – 2                                                                      | Svizzera                                                                   | Amichevole                                                                 | -                                                                          |                                                                            |
| 19-5-1954                                                                  | Stoccolma                                                                  | Svezia                                                                     | 6 – 1                                                                      | Paesi Bassi                                                                | Amichevole                                                                 | -                                                                          |                                                                            |
| 24-10-1954                                                                 | Anversa                                                                    | Belgio                                                                     | 4 – 3                                                                      | Paesi Bassi                                                                | Amichevole                                                                 | -                                                                          |                                                                            |
| 13-3-1955                                                                  | Amsterdam                                                                  | Paesi Bassi                                                                | 1 – 1                                                                      | Danimarca                                                                  | Amichevole                                                                 | -                                                                          |                                                                            |
| 3-4-1955                                                                   | Amsterdam                                                                  | Paesi Bassi                                                                | 1 – 0                                                                      | Belgio                                                                     | Amichevole                                                                 | -                                                                          |                                                                            |
| Totale                                                                     |                                                                            | Presenze                                                                   | 17                                                                         |                                                                            | Reti                                                                       | 1                                                                          |                                                                            |